# 2010 год в архитектуре

## Здания
- 4 января — официальное открытие небоскрёба Бурдж-Халифа в Дубае, самого высокого когда-либо существовавшего сооружения в мире.
- Построен Международный коммерческий центр — самое высокое здание в Гонконге.
- Построен жилой комплекс Февральская Революция в Екатеринбурге — самый высокий жилой дом России за пределами Москвы.
- Открыта Телебашня Гуанчжоу

## Скончались
- 5 января — белорусский архитектор Георгий Сысоев.